# 西尔卡利
西尔卡利（英文：Sirkali），是印度泰米尔纳德邦Nagapattinam县的一个城镇。总人口32084（2001年）。

## 人口
该地2001年总人口32084人，其中男性16135人，女性15949人；0—6岁人口3545人，其中男1829人，女1716人；识字率75.88%，其中男性为81.12%，女性为70.57%。